# كين ريتشاردسون (لاعب كرة قاعدة)
كين ريتشاردسون (بالإنجليزية: Ken Richardson)‏ هو لاعب كرة قاعدة أمريكي، ولد في 2 مايو 1915 في أورلينس في الولايات المتحدة، وتوفي في 7 ديسمبر 1987 في وودلاند هيلز، كاليفورنيا في الولايات المتحدة.

## وصلات خارجية
- كين ريتشاردسون على موقعبيزبول رفرنس.كوم (الدوري الرئيسي) (الإنجليزية)